# Armstrong Siddeley Genet
Armstrong Siddeley Genet  — британский поршневой 5-цилиндровый авиадвигатель воздушного охлаждения, разработанный в 1926 году. Использовался на лёгких спортивных и учебных самолётах, а также на нескольких моделях автожиров испанского изобретателя Хуана де ла Сьервы.
В силу сложившейся в компании традиции, мотор получил название по одной из разновидностей семейства кошачьих, генеты.
В ходе доработок мощность двигателя удалось довести до 80 л. с.. Дальнейшим развитием конструкции стал появившийся в 1928 году 140-сильный Genet Major.

## Модификации и применение

### Genet I
65 л. с.
- Avro 618 Ten
- Avro Avian prototype
- Blackburn Bluebird I
- BFW M.23
- автожиры Cierva C.9 и Cierva C.10
- Drzewiecki JD-2
- Fleet Fawn
- Junkers A50 Junior
- Medwecki and Nowakowski M.N.5
- Saro Cutty Sark
- Southern Martlet
- Westland-Hill Pterodactyl

### Genet II
Степень сжатия доведена до 5.25:1, а мощность — до 80 л. с.
- ANEC IV
- Avro Avian
- Blackburn Bluebird II
- Cierva C.19
- Darmstadt D-18
- de Havilland DH.60 Moth
- Fairchild 21
- Klemm Kl 25
- Nicholas-Beazley NB-8G
- Parnall Imp
- Robinson Redwing II
- Southern Martlet
- Westland Widgeon

### Genet IIA
Также 80 л. с., в конструкцию внесены небольшие изменения.
- Robinson Redwing II

## Сохранившиеся двигатели
- Два AS Genets находятся в экспозиции Собрания Шаттлуорта (Олд Уорден, Бедфордшир).
- Один двигатель хранится в Австралийском Национальном музее авиации при аэропорте Мураббин, Виктория.
- Ещё один подобный экспонат представлен в Музее авиационного наследия (пригород Перта Булл-Крик, Западная Австралия).[3]
- Один восстановленный Genet в Музее авиации Новой Англии, (аэропорт Брэдли, Виндзор Локс, Коннектикут).